# Tapinothelella laboriosa
Tapinothelella laboriosa là một loài nhện trong họ Pisauridae.
Loài này thuộc chi Tapinothelella. Tapinothelella laboriosa được Embrik Strand miêu tả năm 1909.